# Reichenbachia tumorosa
Reichenbachia tumorosa är en skalbaggsart som beskrevs av Thomas Casey 1886. Reichenbachia tumorosa ingår i släktet Reichenbachia, och familjen kortvingar. Inga underarter finns listade.